# Lonsdale
Lonsdale London — торговая марка повседневной обуви и одежды, товаров для бокса и аксессуаров, принадлежащая международной компании IBML.

## История
В 1891 году Хью Сесил Лоутер, 5-й граф Лонсдейл, бывший президентом Британского национального спортивного клуба, организовал первый матч по боксу в перчатках. Это историческое событие положило начало производства одежды Lonsdale London Sport Ltd: сначала для бокса, а затем — широкого выбора спортивной и повседневной.
В 1909 году лорд Самуил Уоллес Лонсдейл утвердил новый трофей британского чемпионата — Пояс Лонсдейла.
В 1959 году бывший профессиональный боксер Бернард Харт получил разрешение у 7-го графа Лонсдейла использовать это имя в названии нового бренда боксерской экипировки и одежды. Бренд Lonsdale сразу обрёл популярность, благодаря известному имени и опыту Харта в разработке качественной экипировки и оборудования.
В 1960 году Бернард Харт открыл магазин принадлежностей для бокса в Лондоне на Бик-стрит, 21, около её пересечения с Карнаби-стрит.
К 1966 году бренд Lonsdale достиг широкой известности и в мире спорта, и в мире моды. Открылся второй магазин в Брикстоне. В магазине стали одеваться как многочисленные лондонские туристы, так и поп-звезды.
В разное время экипировку Lonsdale использовали такие боксёры как Мохаммед Али, Генри Купер, Шугар Рэй Робинсон, Рикки Хаттон, Джо Кальзаге и другие. Среди поклонников марки было множество известных и популярных людей — Мик Джаггер, Том Джонс, Тони Кёртис, Энтони Куинн, Грегори Пек, Мадонна, Генри Роллинс, Дэвид Бэкхем и даже Принц Чарльз, а также такие группы как Blur, Oasis, Metallica и Red Hot Chilli Peppers.
После того как в 1979 году лидер группы The Jam Пол Веллер приобрёл в магазине несколько футболок Lonsdale для в турне по Японии, в Великобритании и странах Азии наметился рост продаж продукции фирмы.
В 2000-х годах одежда марки Lonsdale стала популярна среди расистов и неонацистов, что отчасти объясняется тем, что когда футболка с надписью LONSDALE видна из-под расстёгнутой куртки, из названия бренда заметны только буквы NSDA, что почти соответствует аббревиатуре национал-социалистической немецкой рабочей партии (NSDAP).
Негативный имидж марки стал причиной прекращения её продаж в ряде европейских магазинов. Для восстановления своего имиджа марка запустила акцию под девизом «Lonsdale Loves All Colours» (с англ. — «Лонсдейл любит все цвета»), в ходе которой одежду Lonsdale рекламировали чернокожие модели.
В 2004 году бренд «Lonsdale» был приобретён компанией IBML.